# Долина-Элиашувки (заповедник)
Доли́на-Элиашу́вки (пол. Rezerwat przyrody Dolina Eliaszówki) — наименование ландшафтного заповедника в Польше, который находится в административных границах Краковского повята Малопольского воеводства.
Заповедник располагается в нижней части долины Элиашувка, от которой получил своё наименование. Долина Элиашувка находится на Краковско-Ченстоховской возвышенности и входит в состав ландшафтного парка «Долинки-Краковске». На территории заповедника находятся многочисленные выступающие из земли известковые скалы.и протекает река Элиашувка, ручьи пророка Илии и пророка Елисея. Около деревни Черна, находящейся на территории заповедника, находятся монастырский комплекс босых кармелитов и руины Дьвольского моста.
Заповедник был основан 3 марта 1989 года указом Министра охраны окружающей среды. Занимает площадь 106,68 гектаров. Целью заповедника является сохранение и защита смешанного буково-грабового тугайного леса и окружающего его окружающей среды.
В заповеднике произрастают Cardamine glanduligera, гусиный лук жёлтый, ветреница дубравная, подмаренник душистый, пролесник многолетний, Petasites albus, щитовник мужской, вероника горная, Polystichum aculeatum, борец молдавский, яснотка зеленчуковая, Dentaria enneaphyllos и первоцвет высокий.
С 2001 года заповедник включён в европейскую программу «Natura 2000». Через заповедник проходят велосипедный и пешие туристические маршруты.